# Sandro Bazadze
Sandro Bazadze (în georgiană სანდრო ბაზაძე; n. 29 iulie 1993, Tbilisi, Georgia) este un scrimer georgian specializat pe sabie. 

## Carieră
Primul sport pe care l-a practicat a fost fotbalul. S-a apucat de scrimă sub îndrumarea tatălui său, Merab, care este în prezent antrenorul lotului național de sabie masculin. Fratele său mai mare, Beka, este și un sabrer. 
În sezonul 2012–2013 a devenit primul campion european din istoria scrimei georgiene, cucerind titlul la categoria de juniori. A ajuns în sferturi de finală la Universiada de vară din 2013 și s-a clasat pe locul doi al clasamentului general de Cupa Mondială la categoria de vârstă. A cucerit medalia de aur la Campionatul European pentru tineret din 2014, „acasă” la Tbilisi, după ce l-a învins în finală pe rusul Aleksandr Trușakov. La proba pe echipe, Georgia s-a clasat pe locul doi după Belarusul. 
În sezonul 2015–2016 a câștigat turneul satelit de la Istanbul. În aprilie 2016 s-a calificat pentru Jocurile Olimpice de vară din 2016 prin turneul preolimpic de la Praga. Va fi cel de-al doilea scrimer olimpic georgian după Arhil Lortkipanidze la ediția din 1996 de la Atlanta. Câteva săptămâni mai târziu, el și-a repetat performanța de la Tbilisi la Campionatul European pentru tineret din 2016 de la Plovdiv. În luna mai a câștigat prima sa medalia la o mare competiție la seniori cu argintul la etapa de Cupa Mondială de la Madrid.
Studiază la Universitatea Tehnică Georgiană din Tbilisi.

## Palmares
Clasamentul la Cupa Mondială
| An  | 2009 | 2010 | 2011 | 2012 | 2013 | 2014 | 2015 |
| --- | ---- | ---- | ---- | ---- | ---- | ---- | ---- |
| Loc | 219  | 239  | 162  | 112  | 33   | 24   | 60   |

## Legături externe
- en  Prezentare Arhivat în 20 aprilie 2016, la Wayback Machine. la Confederația Europeană de Scrimă
- en Sandro Bazadze la Olympedia.org